# Lecanoideus mirabilis
Lecanoideus mirabilis là một loài côn trùng cánh nửa trong họ Aleyrodidae, phân họ Aleurodicinae.
Lecanoideus mirabilis được Cockerell miêu tả khoa học đầu tiên năm 1898.